# Велика Фосня
Вели́ка Фосня  — село в Україні, в Овруцькій міській територіальній громаді Коростенського району Житомирської області. Чисельність населення становить 1 147 осіб (2001). В минулому — волосний центр колишньої Велико-Фосенської волості, у 1923—2017 роках — адміністративний центр колишньої однойменної сільської ради.

## Загальна інформація
Розташоване за 7 км на південніше м. Овруч, за 4 км від залізничної станції Потаповичі та за 3 км від автошляху Житомир — Мозир.

## Населення
Станом на 1885 рік в селі мешкало 637 осіб, налічувалося 72 дворових господарства. Наприкінці 19 століття кількість населення становила 965 осіб, дворів — 160.
Відповідно до результатів перепису населення Російської імперії 1897 року, загальна кількість мешканців села становила 998 осіб, з них: православних — 970, чоловіків — 492, жінок — 506.
У 1906 році у селі налічувалося 1 030 мешканців, дворів — 173, у 1923 році — 240 дворів та 1 161 мешканець.
Станом на 1972 рік кількість населення становила 2 046 осіб, дворів — 719.
Відповідно до результатів перепису населення СРСР, кількість населення, станом на 12 січня 1989 року, становила 1 596 осіб. Станом на 5 грудня 2001 року, відповідно до перепису населення України, кількість мешканців села становила 1 147 осіб.

### Мова
Розподіл населення за рідною мовою за даними перепису 2001 року:
| Мова       | Кількість | Відсоток |
| ---------- | --------- | -------- |
| українська | 1113      | 97.04 %  |
| російська  | 30        | 2.62 %   |
| білоруська | 2         | 0.17 %   |
| румунська  | 2         | 0.17 %   |
| Усього     | 1147      | 100 %    |

## Історія
Біля села знайдено знаряддя праці бронзової доби. Перша письмова згадка — 1682 рік. У 1561 році Василь Мощинський вносив з Фосниці від одного загродника 6 грошів. У 1569 році, разом із Гладковичами, належала Харленським. У 1628 році з Хвосниці платили подимне Петро Казимірський з Бібершайну, Корчовський, Стефан Немирич та Ліпленська. У 1650 році перейшло у власність Владислава Немирича. Входило до округу копного суду з центром у с. Гошів.
Село Хвосня згадане у вироку копного суду від 4 жовтня 1682 року, до складу якого, між іншими, входили селяни Іван та Стефан Демешенки. Згадується в акті від 3 липня 1683 року як власність Прушинських — дворянин Йосип Барановський скаржився до Київського гродського суду, в тому числі, на дії членів копного суду, селян із Хвосні Демешенків, де їх звинувачено у підробці вироку. У 1683 належало Прушинським, згодом — Байковським, Снєжкам.
Згадується в люстрації Київського воєводства 1754 року, сплачувало 4 злотих і 21 грош до замку та 18 злотих і 24 гроші до скарбу.
У другій половині 19 століття — село Велико-Фосенської волості Овруцького повіту Волинської губернії, на річці Юльшанка, за 113 верст від Житомира, 6 верст від Овруча. До найближчої залізничної станції — Київ — 172 версти. В селі — волосне правління, винокурня, смолярня, водяний млин. Дерев'яну, криту бляхою, церкву збудовано 1870 року, за кошти держави та парафіян. Церкві належало понад 54 десятини землі, розміщеної у Великій Фосні, Потаповичах, Малій Фосні та Невгодах. Землі були відмежовані, на них була ерекція від 1773 року та проєкт від 1853 року. 10 серпня 1835 року Овруцьким повітовим судом розпочато справу про захоплення окремих церковних земель поміщиком Байковським та гошівськими селянами. До парафії належали села Вереси, Костюшки, Невгоди та цвинтарна церква у Потаповичах (за 2 версти). Парафіян — 1 396 осіб православних та 1 римокатолик, дворів — 172. Сусідня парафія — Гошів (3 версти).
Станом на 1885 рік — колишнє власницьке село Велико-Фосенської волості Овруцького повіту Волинської губернії, за 5 верст від повітового центру, на річці Юльшанка. Були церковна парафія, школа, заїзд, винокурня, за 1 версту — смоляний завод з водяним млином.
Наприкінці 19 століття — Велика Хвосня (пол. Chwośnia Wielka), в урядових документах Фосня (пол. Fośnia), село Велико-Фосенської волості Овруцького повіту. Лежало над річкою Юльшанкою, за 7 верст від Овруча, де розміщувалася найближча поштова станція. В селі були церква, збудована 1870 року, гуральня, смолярня та млин.
У 1906 році — село Велико-Фосенської волості (2-го стану) Овруцького повіту Волинської губернії. Відстань до повітового центру, м. Овруч, становила 6 верст. Найближче поштово-телеграфне відділення розташовувалося в Овручі.
У 1923 році включене до складу новоствореної Великофоснянської сільської ради, яка, 7 березня 1923 року, включена до складу новоутвореного Овруцького району Коростенської округи, адміністративний центр ради. Розміщувалося за 7 верст від районного центру, м. Овруч.
За інформацією сільської ради, під час Голодомору 1932—33 років у селі загинуло від голоду 69 осіб, імена 68 встановлено.
У Великій Фосні перед Другою світовою війною дислокувався 94-й авіаційний полк 62-ї авіаційної дивізії.

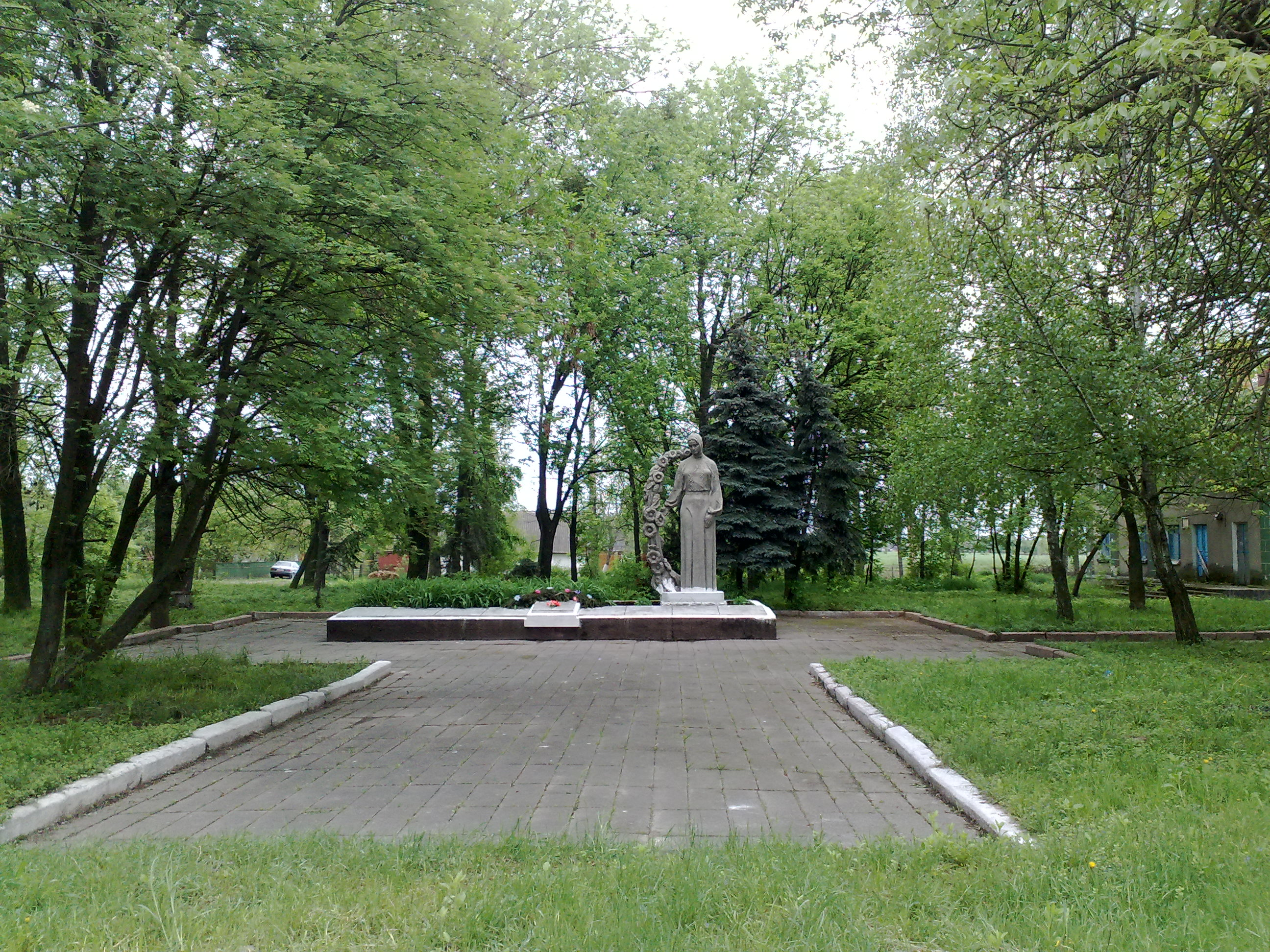
Пам'ятник полеглим

На фронтах німецько-радянської війни воювали 487 селян, з них 450 нагороджені орденами й медалями, 152 — загинули. У 1967 році на їх честь встановлено обеліск Слави. Уродженця села, О. А. Покальчука, посмертно нагороджено орденом Леніна.
В радянські часи в селі розміщувалася центральна садиба колгоспу, що обробляв 2,8 га угідь, з них 2 041 га — рілля. У господарстві в основному вирощувалися пшениця, жито, льон, хміль, картопля. 127 колгоспників нагороджені орденами й медалями, серед них доярки О. С. Титарчук, О. Г. Клишевич, ланковий Л. П. Позняк (орден Леніна), голову колгоспу М. П. Круглян (орден Трудового Червоного Прапора). Голові колгоспу В. В. Цегликову присвоєно звання Героя Соціалістичної Праці.
В селі були середня школа, будинок культури, дві бібліотеки, фельдшерсько-акушерський пункт, дитячий комбінат, видавалася газета «Шлях Ілліча».
27 лютого 1961 року, відповідно до рішення Житомирського облвиконкому № 152 «Про проведення змін в адміністративно-територіальному поділі районів області», до села приєднано с. Вереси.
23 липня 1991 року, відповідно до постанови Кабінету Міністрів Української РСР № 106 «Про організацію виконання постанов Верховної Ради Української РСР…», село віднесене до зони гарантованого добровільного відселення (третя зона) внаслідок аварії на Чорнобильській АЕС.
13 квітня 2017 року увійшло до складу новоствореної Овруцької міської територіальної громади Овруцького району Житомирської області. Від 19 липня 2020 року, разом з громадою, в складі новоствореного Коростенського району Житомирської області.

## Відомі люди
- Антон Мадейський (1862—1939) — скульптор, медальєр, художник, автор зображень на монетах міжвоєнного періоду Польщі.
- Ковжун Павло Максимович (1896—1939) — графік, маляр, мистецтвознавець, редактор, громадсько-політичний і культурно-мистецький діяч, був редактором журналів «Митуса» і «Мистецтво».
- Покальчук Володимир Феофанович (1875—1983)  — український діалектолог, краєзнавець, педагог, дослідник життя і творчості Лесі Українки.